# Gabinet figur woskowych (film 1933)
Gabinet figur woskowych (ang. Mystery of the Wax Museum) – amerykański film fabularny z 1933 roku w reżyserii Michaela Curtiza, zrealizowany na podstawie sztuki Charlesa Beldena.

## Fabuła
Londyn. Rzeźbiarz Ivan Igor na próżno próbuje zapobiec spaleniu przez wspólnika Wortha jego muzeum figur woskowych. Dochodzi do tragedii. Po kilku latach Igor otwiera nowe muzeum, w Nowym Jorku. Jednak jego okaleczone ręce ograniczają go jedynie do dyrygowania innym artystom. Ludzie zaczynają znikać, ciała z kostnic także są wykradane. Pewna zdeterminowana reporterka zaczyna podejrzewać, że właściciel muzeum kradnie zwłoki i używa ich jako modeli do swoich figur woskowych.

## Obsada
- Lionel Atwill
- Fay Wray
- Glenda Farrell
- Frank McHugh
- Gavin Gordon